# Lux Antal
Lux Antal (Soroksár, 1935. április 18. –) magyar festő-, fotó-, film- és videó-művész.

## Életpályája
Középiskolai tanulmányait a budapesti Képzőművészeti Szakközépiskolában végezte el. 1956-ban egy pécsi bányában volt munkaszolgálatos. 1956 óta Berlinben él és dolgozik. 1960-tól kiállító művész. 1960–1965 között elvégezte az Akademie der Bildenden Künste festő- és grafika szakát Stuttgart-ban. 1970-től szabadfoglalkozású képzőművész. 1971-ben Nyugat-Berlinbe költözött. 1980-tól a festmények mellett videókat is készít. 1981-es első videófilmje egy egyszerű optikai jelenségre épült. Az 1990-es évek közepétől számítógépes grafikával foglalkozik.

### Munkássága
Tagja volt a Makói Grafikai Művésztelepnek. Munkáiban a tudomány, a matematika, a fizika, Einstein relativitáselmélete, a rend és a káosz, a biztos és a bizonytalan, a véletlen, a kontrollálhatatlan, a képzelet, az illúzió, a nézőpontok különbözősége, az egység és a sokféleség, az ábrázolhatóság és az absztrakció, a mozgó és a statikus, kelet-nyugat, a különféle társadalmak közti különbség foglalkoztatta. Szkeptikus reflexió és humor egyaránt jellemzi gondolkodásmódját. Korai videóin a grafikai elvek és az időbeli változások egymásra hatása figyelhető meg (Die Flucht, 1983; Hydrografik, 1986). Filmkockáira gyakran ráfest, rárajzol vagy festői, grafikai módon manipulálja azokat. Az 1980-as évek közepétől rádiójátékokat és archív felvételeket is alkalmazott videóiban. A Mauerläufer (1991) témája a Berlini Fal és két balett-táncos mozgásának keresztezése. A talált anyagok egyéni módon való átrendezése az alapja képeinek, grafikáinak és videóinak is. Videóképeit is szobrászként modellezi, kézzel tapinthatóvá teszi őket. A gyors, átmeneti és pillanatnyi képek is jellemzőek grafikáira és videóira. Munkája sablonoktól mentes.

## Kiállításai

### Egyéni
- 1962 München
- 1969 Los Angeles
- 1975, 1980, 1983, 1989, 1995-1997 Budapest
- 1978, 1993 Heidelberg
- 1979 London
- 1982 Makó, Pécs
- 1987, 1990, 1993-1994 Berlin

### Válogatott, csoportos
- 1960 Párizs
- 1976, 1993, 1997 Győr
- 1981-1982 Berlin
- 1983, 1997 Budapest
- 1984 Bukarest
- 1991 Madrid
- 1992 New York
- 1994 Zágráb, Makó
- 1996 Zágráb
- 1997 Bréma

## Művei

### Videói
- Die Flucht (1983)
- Hydrografik (1986)
- Proscenium (1989)
- Glossolalie (1991)
- Mauerläufer (1991)
- Identität (1991)
- Weisser Faden (1992)
- Hammelsterben (1992)
- Hypnosis (1993)
- Chamissoplatz (1993)
- Fragmente (1993)
- Gedanken zur Flugangst (1997)

## Díjai
- Prix International Salon de Paris, in Juvisy (1964)
- A bonni Kunstfonds ösztöndíjasa (1988)
- Retina-fődíj, Szigetvár (1991)
- Prize of the Hungarian Fine Artist´s Society, Internationale Bienal of Arts, Győr (1993)
- Az Alsószász Tartomány díja, Kurzfilmwettbewerb Niedersachsen, Hannover (1994)
- A Neuen Berliner Kunstverein díja (1995)
- A 18. Tokyo Video Fesztivál díja (1996)
- A 20. Tokyo Video Fesztivál ezüstdíja (1998)
- Munkácsy Mihály-díj (2015)[2]